# Los Durrell

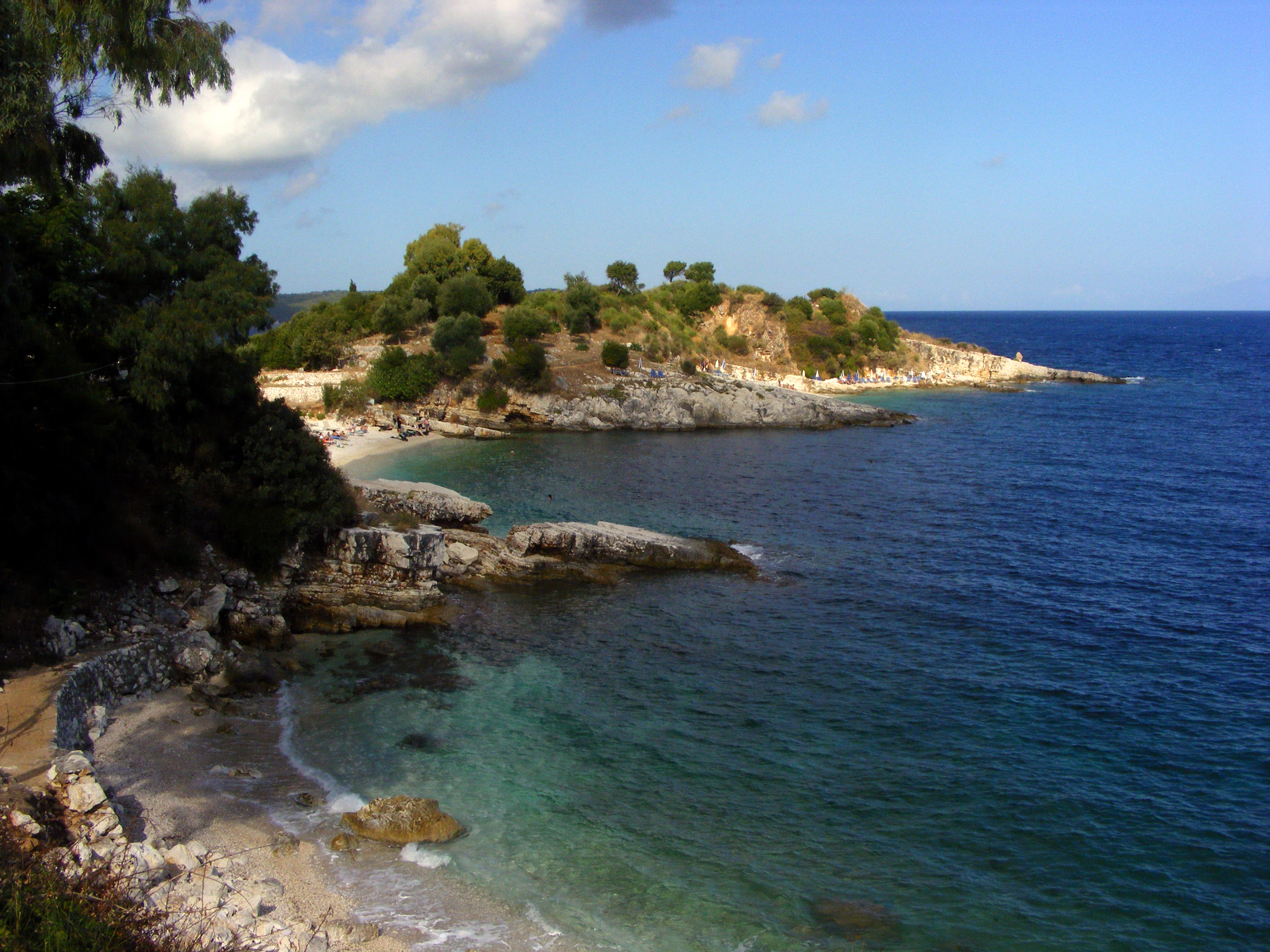
La isla Corfú, donde se llevó a cabo la serie.

Los Durrell (en inglés The Durrells o The Durrells in Corfu) es una serie británica estrenada el 3 de abril del 2016 en la cadena de televisión ITV.
La serie está basada en la autobiográfica Trilogía de Corfú conformada por los libros Mi familia y otros animales, Bichos y demás parientes y El jardín de los dioses del autor Gerald Durrell.
La serie ha contado con la participación invitada de los actores Vernon Dobtcheff, James Cosmo, Jeff Rawle, entre otros.
El 15 de abril de 2016 se anunció que la serie había sido renovada para una segunda temporada, la cual fue estrenada en el 2017. El 8 de abril de 2017 el escritor Simon Nye anunció que la serie había sido renovada para una tercera temporada.

## Historia
Situada en 1935 la serie inicia cuando la inglesa Louisa Durrell, cuya vida comienza a derrumbarse después de la muerte de su esposo, toma la radical decisión de buscar un nuevo destino para su familia cuando sus opciones a finales de la década de 1930 parecen estar limitadas a sufrir hambre o casarse con un hombre mayor y rico, preocupada también por el hecho de que la vida de sus cuatro hijos Lawrence "Larry" Durrell (un joven que sueña con ser escritor), Leslie Durrell, Margo Durrell y Gerald "Gerry" Durrell (el más pequeño que pronto desarrolla un gran amor por los animales) se dirigen por el camino inconveniente decide mudarse de Bournemouth a la isla griega de Corfú.
Aunque al inicio las cosas no van bien para la familia y tienen problemas para adaptarse a su nueva vida en la isla, en especial cuando descubren que no tienen electricidad, poco a poco van aceptándola como su nuevo hogar, enfrentándose a un nuevo conjunto de problemas, mientras que en el proceso descubrirán nuevos amigos, rivales, amantes y animales.

## Personajes

### Personajes principales
| Actor             | Personaje                | Ocupación | Episodios | Duración        |
| ----------------- | ------------------------ | --------- | --------- | --------------- |
| Keeley Hawes      | Louisa Durrell           | -         | 8         | 2016 - presente |
| Josh O'Connor     | Lawrence "Larry" Durrell | Escritor  | 8         | 2016 - presente |
| Callum Woodhouse  | Leslie Durrell           | -         | 8         | 2016 - presente |
| Daisy Waterstone  | Margo Durrell            | -         | 8         | 2016 - presente |
| Milo Parker       | Gerald "Gerry" Durrell   | -         | 8         | 2016 - presente |
| Alexis Georgoulis | Spiros Halikiopoulos     | Taxista   | 8         | 2016 - presente |
| Yorgos Karamihos  | Theodore Stephanides     | Médico    | 8         | 2016 - presente |
| Anna Savva        | Lugaretzia               | Criada    | 8         | 2016 - presente |
| Lucy Black        | Florence Petridis        | -         | 7         | 2016 - presente |

### Personajes recurrentes
| Actor                    | Personaje    | Ocupación | Episodios | Duración        |
| ------------------------ | ------------ | --------- | --------- | --------------- |
| Ulric von der Esch       | Sven         | -         | 6         | 2016 - presente |
| Alexis Conran            | Dr. Petridis | Doctor    | 3         | 2016 - presente |
| Nick Orestis Chaniotakis | Pavlos       | Monje     | 3         | 2016 - presente |
| Errika Bigiou            | Vasilia      | -         | 2         | 2017 - presente |
| Daniel Lapaine           | Hugh Jarvis  | -         | 2         | 2017 - presente |

### Antiguos personajes recurrentes
| Actor               | Personaje          | Ocupación | Episodios | Duración |
| ------------------- | ------------------ | --------- | --------- | -------- |
| Leslie Caron        | Condesa Mavrodaki  | -         | 4         | 2016     |
| Jeremy Swift        | Dennis             | -         | 4         | 2016     |
| Maximilian Befort   | Max                | -         | 3         | 2016     |
| Hara-Joy Ermidi     | Alexia             | -         | 3         | 2016     |
| Ben Hall            | Donald             | -         | 3         | 2016     |
| Lizzy Watts         | Nancy              | -         | 3         | 2016     |
| Constantin Symsiris | Lazaros Vangelatos | -         | 1         | 2018     |

## Episodios
La primera y segunda temporadas están conformadas por 6 episodios cada una, la tercera consta de 8 episodios y la cuarta temporada de 6 episodios, siendo en total 26 episodios.

## Premios y nominaciones
| Año  | Categoría                      | Premio                         | Nominados         | Resultado |
| ---- | ------------------------------ | ------------------------------ | ----------------- | --------- |
| 2017 | Best Actress                   | Broadcasting Press Guild Award | Keeley Hawes      | Ganó      |
| 2017 | Best Drama Series              | BAFTA TV Award                 | The Durrells      | Nominado  |
| 2017 | Best Costume Design            | BAFTA TV Award                 | Charlotte Holdich | Nominada  |
| 2017 | Best Titles & Graphic Identity | BAFTA TV Award                 | Alex Maclean      | Nominado  |
| 2017 | Best Writer: Drama             | BAFTA TV Award                 | Simon Nye         | Nominado  |
| 2016 | Best Production Design: Drama  | RTS Craft & Design Award       | Stevie Herbert    | Ganó      |
| 2016 | Best Graphic Design: Titles    | RTS Craft & Design Award       | Alex Maclean      | Nominado  |

## Producción
En 2015 se anunció que la cadena de televisión ITV había comisionado la adaptación de la autobiografía "Trilogía de Corfu" del autor Gerald Durrell para una serie.
La serie es dirigida por Steve Barron, Roger Goldby y Edward Hall, y escrita por Simon Nye y Gerald Durrell.
Lee McGeorge-Durrell, la viuda de Gerald Durrell y directora del "Durrell Wildlife Conservation Trust" actúa como consultora de la serie.
La serie es producida por Christopher Hall y Erin Delaney, y cuenta con los productores ejecutivos Nye, Lee Morris, Sally Woodward Gentle, Rebecca Eaton y Jody Klein. CUenta con las compañías productoras "Sid Gentle Films" y "Masterpiece co-production".
La música está a cargo de Ruth Barrett y Jon Wygens, mientras que la cinematografía está en manos de Julian Court, James Aspinall, Damian Bromley y Sam Renton.

### Emisión en otros países
| País           | Título                | Cadenas       | Fecha de Inicio       | Fecha de Finalización |
| -------------- | --------------------- | ------------- | --------------------- | --------------------- |
| Australia      | The Durrells          | Seven Network | 24 de agosto de 2016  | -                     |
| Estados Unidos | The Durrells in Corfu | PBS           | 16 de octubre de 2016 | -                     |
| Latinoamérica  | The Durrells          | Film & Arts   | 2016                  | -                     |
| Nueva Zelanda  | The Durrells          | Prime TV      | 26 de octubre de 2016 | -                     |